# Carino
Carino (bułg. Царино) – wieś w Bułgarii, w obwodzie Kyrdżali, w gminie Kirkowo. Miejscowość jest opustoszała.